# 欧洲旅行信息和授权系统
欧洲旅行信息和授权系统（英語：European Travel Information and Authorisation System，缩写：ETIAS）是欧洲联盟一个计划中的对前往申根区（包括欧洲自由贸易联盟成员国）、塞浦路斯的免签访客所设计的电子授权系统。
ETIAS预计将于2025年投入运行。 系统启动后将分别设置六个月的过渡期和宽限期。

## 历史
电子旅行授权系统的构想由欧洲委员会于2016年首次提出。 
ETIAS由欧洲议会和欧盟理事会于2018年9月12日第2018/1240号条例正式确立。

## 地理范围

### 需要ETIAS入境的欧洲国家
共30个欧洲国家将要求免签证旅客持有ETIAS旅行许可  :
- 丹麦
- 保加利亚
- 冰島
- 列支敦斯登
- 匈牙利
- 盧森堡
- 賽普勒斯
- 奥地利
- 希腊
- 德国
- 義大利
- 拉脫維亞
- 挪威
- 捷克
- 斯洛伐克
- 斯洛維尼亞
- 比利时
- 法國
- 波蘭
- 爱沙尼亚
- 瑞典
- 瑞士
- 立陶宛
- 羅馬尼亞
- 芬兰
- 荷蘭
- 葡萄牙
- 西班牙
- 馬爾他

### 适用国家及地区
自 2023 年起，持有以下国家和地区的普通护照、且未持有欧盟或申根国家的旅行证件的人士将符合 ETIAS 标准：
- 东帝汶
- 乌克兰
- 乌拉圭
- 以色列
- 加拿大
- 北馬其頓
- 臺灣
- 哥伦比亚
- 圣卢西亚
- 圣基茨和尼维斯
- 基里巴斯
- 塞爾維亞
- 塞舌尔
- 墨西哥
- 多米尼克
- 委內瑞拉
- 安地卡及巴布達
- 密克羅尼西亞聯邦
- 尼加拉瓜
- 巴哈马
- 巴拉圭
- 巴拿马
- 巴西
- 帛琉
- 所罗门群岛
- 摩尔多瓦
- 新加坡
- 新西兰
- 日本
- 智利
- 格瑞那達
- 模里西斯
- 澳門
- 千里達及托巴哥
- 秘魯
- 美国
- 英国
- 薩爾瓦多
- 萨摩亚
- 阿尔巴尼亚
- 阿联酋
- 阿根廷
- 香港
- 马来西亚
- 马绍尔群岛
- 蒙特內哥羅

## 申请 ETIAS
免签证旅客需要使用 ETIAS 官方网站 (https://travel-europe.europa.eu/etias_en) 或官方手机应用程序填写在线申请表.
申请 ETIAS 旅行许可的费用为 7 欧元。18 岁以下或 70 岁以上的申请人可免交此费用。欧盟公民或有权在整个欧洲联盟自由流动的非欧盟国民的家庭成员也可免缴申请费 .
大多数 ETIAS 申请预计将在几分钟内处理完毕。在某些情况下，如果申请人被要求提供补充信息或文件以支持其申请，申请过程可能长达 14 天；如果申请人被邀请参加面试，申请过程可能长达 30 天。
ETIAS 旅行授权将与旅行者的护照挂钩。有效期最长为 3 年，或直至申请时使用的护照过期，以先到者为准。如果旅行者得到新护照，他们将需要获得新的ETIAS旅行授权。
持有有效的 ETIAS 旅行许可，免签证旅客可以随意进入 30 个欧洲国家境内进行短期逗留，通常在 180 天内最长逗留 90 天。然而，这并不能保证入境许可。在抵达边境时，边防人员将要求查看旅行者的护照和其他证件，并核实他们是否符合申根边界法规定的入境条件. 
如果 ETIAS 遭到拒绝、撤销或废除，申请人有权提出上诉。上诉将由需要 ETIAS 的欧洲国家的相关当局处理。  
欧盟警告旅行者，有一部分非官方的ETIAS网站由真正的企业经营，但另一些网站则可能有不诚实行为。